# 모린 터커
모린 앤 터커(영어: Maureen Ann Tucker, 1944년 8월 26일 ~ )는 미국의 드러머이다.